# Koszelew
Koszelew – wieś sołecka w Polsce położona w województwie mazowieckim, w powiecie płockim, w gminie Gąbin.
Prywatna wieś szlachecka Koszelewo położona była w drugiej połowie XVI wieku w powiecie gąbińskim ziemi gostynińskiej województwa rawskiego. W latach 1975–1998 miejscowość administracyjnie należała do województwa płockiego.
W miejscowości znajduje się zespół dworski, w którego skład wchodzą:
- Dwór Murowany (I połowa XIX w.)
- Oficyna murowana (początek XX w.)
- Stajnia murowana (połowa XIX w.)
- Spichlerz murowany (koniec XIX w.)
- Park (I połowa XIX w.)

Właścicielem obiektów jest Dom Pomocy Społecznej w Koszelewie.
W 1798 r. we wsi urodził się pedagog Leopold Sumiński